# Hieracium eurofinmarkicum
Hieracium eurofinmarkicum là một loài thực vật có hoa trong họ Cúc. Loài này được (Norrl.) Schljakov mô tả khoa học đầu tiên năm 1966.